# Bryum elwendicum
Bryum elwendicum là một loài rêu trong họ Bryaceae. Loài này được Fehln. mô tả khoa học đầu tiên năm 1884.